# Liste rumänischer Komponisten klassischer Musik
Diese Liste enthält bekannte rumänische Komponisten der klassischen Musik.
- Alfred Alessandrescu (1893–1959)
- Liana Alexandra (1947–2011)
- Irinel Anghel (* 1969)
- Ana-Maria Avram (1961–2017)
- George Balint (1961–2019)
- Mircea Basarab (1921–1995)
- Pascal Bentoiu (1927–2016)
- Wilhelm Georg Berger (1929–1993)
- Adrian Borza (* 1967)
- Nicolae Brânduș (1935–2023)
- Nicolae Brânzeu (1907–1983)
- Mihai Brediceanu (1920–2005)
- Tiberiu Brediceanu (1877–1968)
- Nicolae Bretan (1887–1968)
- Carmen Maria Cârneci (* 1957)
- Epaminondas Chiriacopol (* 1952)
- Iulia Cibișescu-Duran (* 1966)
- Maia Ciobanu (* 1952)
- Dora Cojocaru (* 1963)
- Liviu Comes (1918–2004)
- Dan Constantinescu (1931–1993)
- Paul Constantinescu (1909–1963)
- Dimitrie Cuclin (1885–1978)
- Liviu Dănceanu (1954–2017)
- Dan Dediu (* 1967)
- Violeta Dinescu (* 1953)
- Felicia Donceanu (1931–2022)
- George Draga (1935–2008)
- Gheorghe Dumitrescu (1914–1996)
- Iancu Dumitrescu (* 1944)
- Ion Dumitrescu (1913–1996)
- Tudor Dumitrescu (1957–1977)
- George Enescu (1881–1955)
- Florica (Lealea) Flondor-Racovitză (1897–1983)
- Theodor von Flondor (1862–1908)
- Valentin Gheorghiu (1928–2023)
- Raoul Gunsbourg (1860–1955)
- Ioana Ilie (* 1988)
- Adrian Iorgulescu (* 1951)
- Mihail Jora (1891–1971)
- Leon Klepper (1900–1991)
- Sorin Lerescu (* 1953)
- Dinu Lipatti (1917–1950)
- Eusebius Mandyczewski (1857–1929)
- Myriam Marbe (1931–1997)
- Alfred Mendelssohn (1910–1966)
- Vladimir Mendelssohn (1949–2021)
- Karol Mikuli (1819–1897)
- Mihai Moldovan (1937–1981)
- Marțian Negrea (1893–1973)
- Octavian Nemescu (1940–2020)
- Șerban Nichifor (* 1954)
- Ștefan Niculescu (1927–2008)
- Smaranda Oțeanu-Bunea (* 1941)
- Radu Paladi (1927–2013)
- Alexandru Pașcanu (1920–1989)
- Sabin Pautza (* 1943)
- Fred Popovici (* 1948)
- Ciprian Porumbescu (1853–1883)
- Theodor Rogalski (1901–1954)
- Doina Rotaru (* 1951)
- Mihaela Stănculescu-Vosganian (* 1961)
- Achim Stoia (1910–1973)
- Petru Stoianov (* 1939)
- Aurel Stroe (1932–2008)
- Cornel Țăranu (1934–2023)
- Paul Urmuzescu (1928–2018)
- Anatol Vieru (1926–1998)